# 무야정
무야정(撫養町)은 도쿠시마현 이타노군에 있던 정이다. 현재의 나루토시 무야정에 해당한다.

## 역사
긴키와 교통이 편리해 나라시대, 헤이안 시대부터 문을 열었다. 덴페이 5년(733년) 완성된 풍토기(風土記)의 일화에 '무야(むや)'라는 기록이 있는데, 이것이 가장 오래된 사료이다[1]. “도사 일기』에는 '무야(むや)'라고 기록되어 있다. 시코쿠의 관문으로 일본 각지에서 회항선이 모여들었다. 시코쿠의 관문으로서 일본 각지에서 회항선이 모여들어 전국에서도 손꼽히는 항구도시였으나, 항구 부근에 암초가 많아 대형 선박의 항해에 지장이 있어 쇼와(昭和)시대에 접어들면서 점차 항구도시로서의 기능은 쇠퇴해 갔다. 또한 1934년의 무로토 태풍으로 인해 소금밭이 전멸하는 큰 타격을 입었다. 
- 1889년 10월 1일 - 정촌제 시행에 수반해 이타노군 무야정이 성립하였다.
- 1947년 3월 15일 - 나루토정, 세토정, 사토우라촌과 합병, 시로 승격해 나루토시가 되어 소멸하였다.

## 참고문헌
- 『角川日本地名大辞典 36 徳島県』（1986年 ISBN 4040013603）